# Burg Metternich
Die Ruine Burg Metternich ist die Ruine einer Spornburg bei 150 m ü. NN auf einem ca. 60 Meter hohen und nach drei Seiten hin steil abfallenden Bergsporn über der Ortsgemeinde Beilstein in Rheinland-Pfalz.

## Lage
Sie befindet sich im Landkreis Cochem-Zell in Rheinland-Pfalz. Die Stadt Cochem liegt 7 Kilometer nordwestlich, Zell 10 Kilometer südlich und die nächste Großstadt Koblenz 36 Kilometer nordöstlich. Alle Angaben beziehen sich auf die Luftlinie gemessene Entfernung; die jeweiligen Streckenentfernungen sind gemessen an den Flusskilometern der Mosel deutlich länger.

## Geschichte

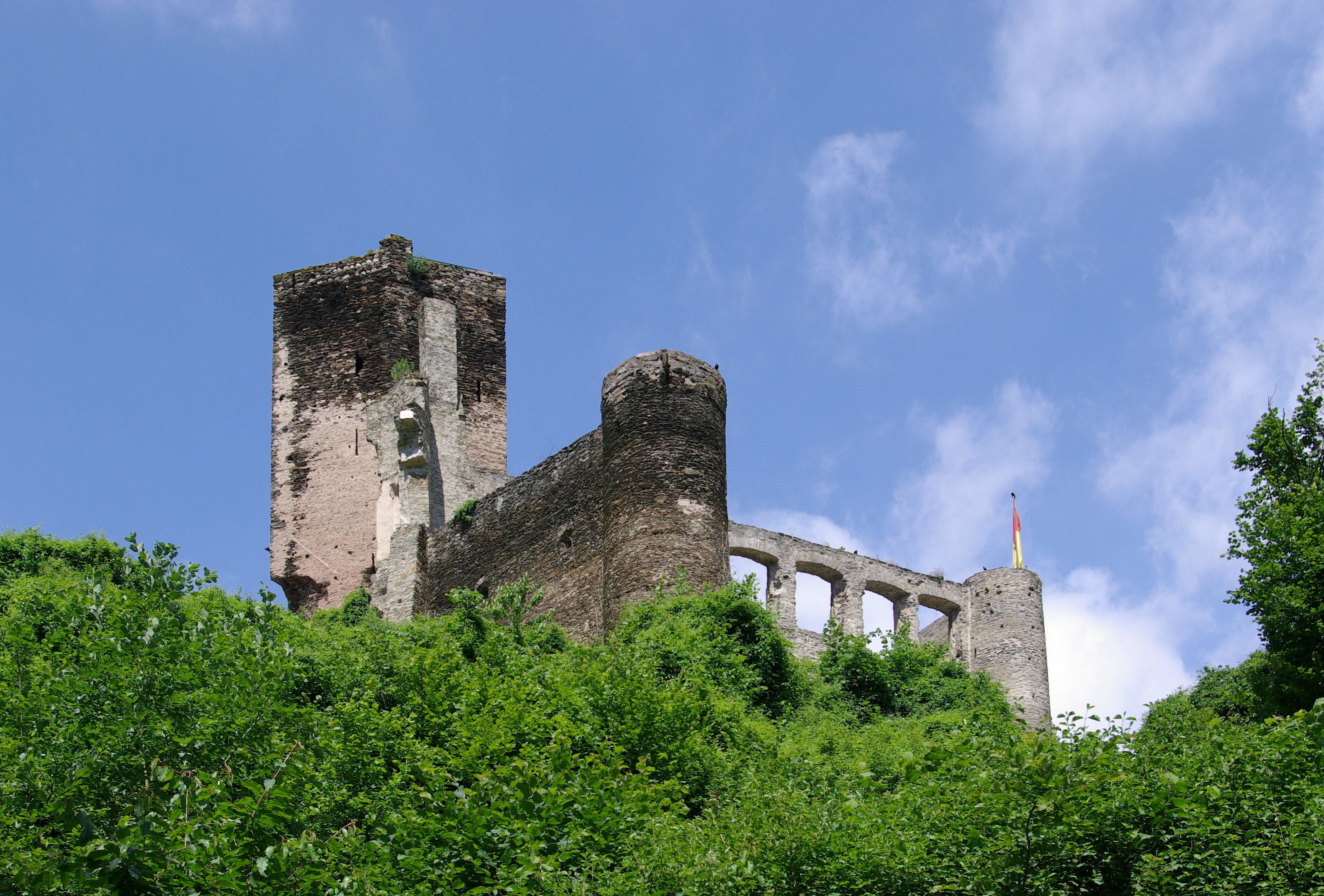
Die Burg

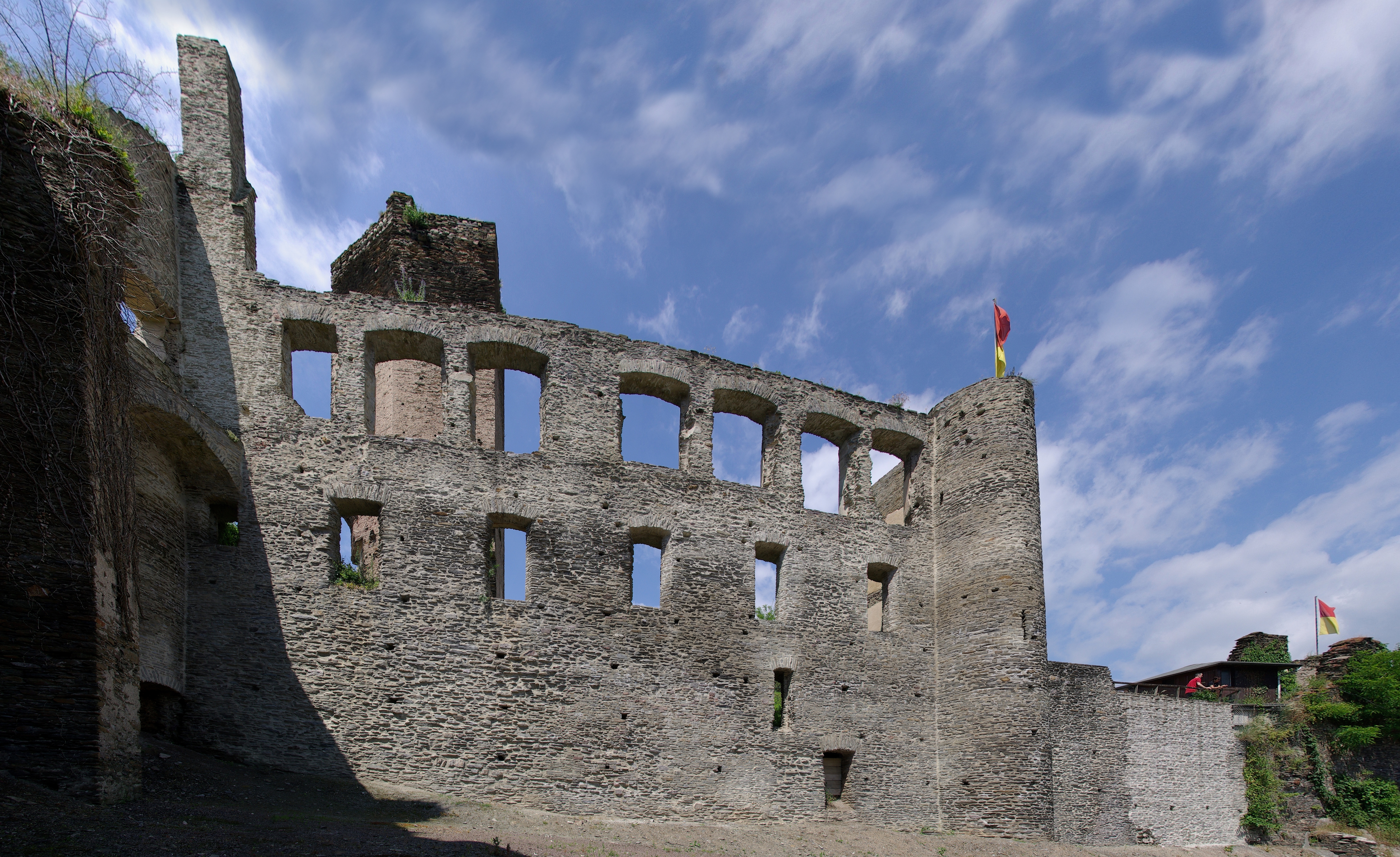
Mauerwerk

Im Jahre 1268 wird eine „Burg, die Beilstein genannt wird“, erstmals urkundlich erwähnt. Sie war im Besitz von Johann von Braunshorn, einem Lehensträger des Kölner Erzbistums. Entgegen der älteren Ansicht von einer weit vor der Ersterwähnung zu vermutenden Gründung konnten neuere Burgenforschungen durch Alexander Thon und Stefan Ulrich zeigen, dass die Burg wohl erst gegen die Mitte des 13. Jahrhunderts und damit wenige Jahrzehnte zuvor errichtet wurde. Nachdem die Familie von Braunshorn 1361 mit dem Tod Gerlachs ohne männliche Nachfolger ausgestorben war, gelangte die Anlage im Jahre 1363 in das Eigentum seiner Enkel Kuno und Gerlach von Winneburg. 
Die Wirren des Dreißigjährigen Kriegs mit Besetzung durch schwedische und spanische Truppen überstand die Burg weitestgehend unbeschadet. Nach dem Aussterben des Geschlechtes derer von Winneburg gelangte die Burg im Jahre 1637 in das Eigentum der Herren von Metternich, von denen die Burg heute noch ihren Namen hat. Im Jahre 1689 wurde die Burg von französischen Truppen im Pfälzer Erbfolgekrieg zerstört und nicht wieder aufgebaut. Letzter Eigentümer aus der Linie Metternich war bis zur Besetzung des Rheinlands durch die Franzosen im Jahre 1794 Fürst von Metternich. Die Burgruine ist nach mehrfachem Besitzerwechsel heute in der Hand der Familie Sprenger-Herzer.

## Heute

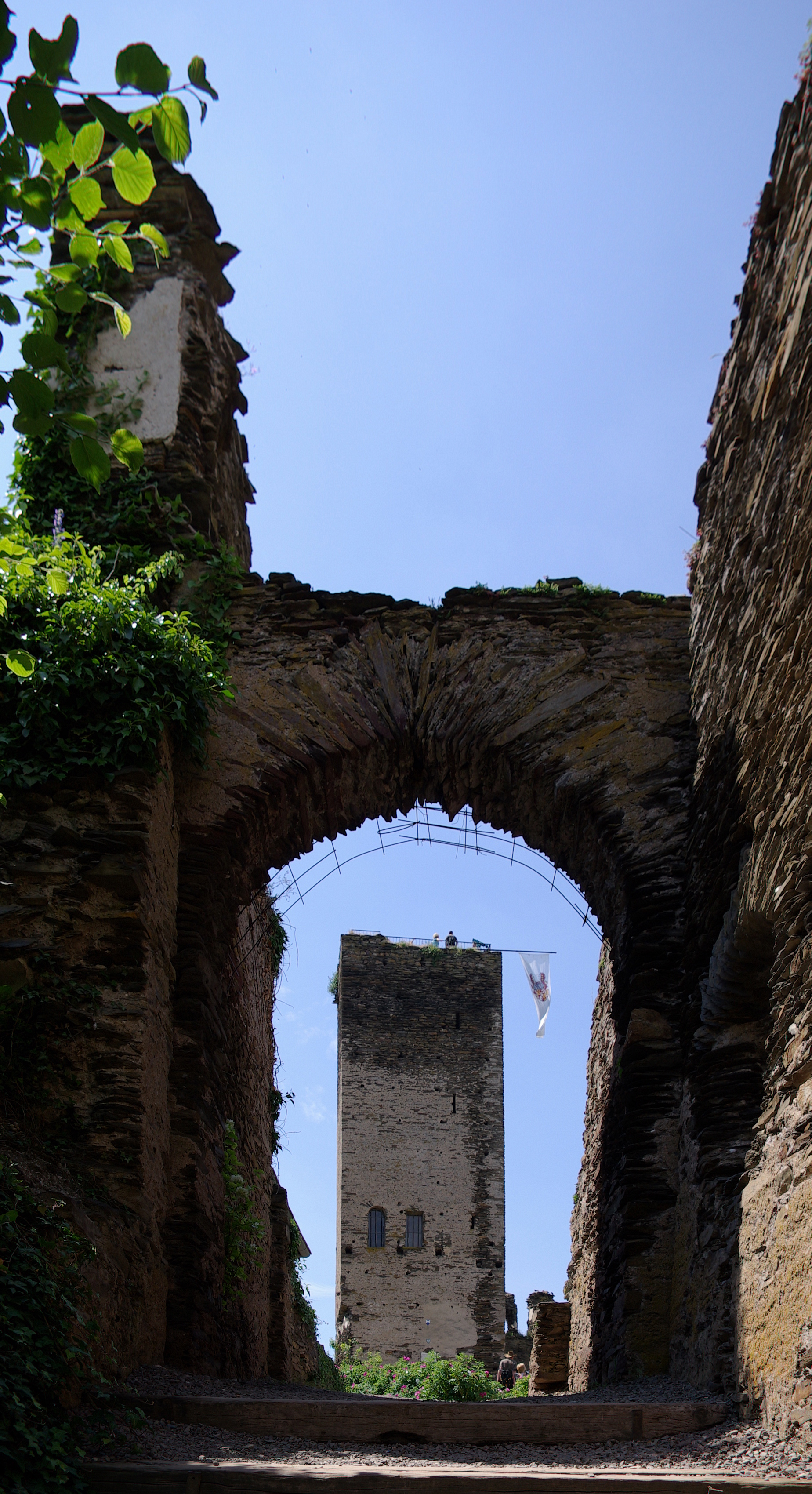
Torbogen und Turm

Die Burganlage ist mit einer Größe von etwa 80 × 50 Metern recht ausgedehnt. Der Zugang erfolgt von Norden her durch mehrere Zwinger. Die teilweise noch erhaltenen Ruinen verschiedener Wohngebäude lassen darauf schließen, dass die Burg im Mittelalter von mehreren Familien gleichzeitig als Ganerbenburg bewohnt wurde. Überragt wird die Ruine von dem 25 Meter hohen fünfeckigen Bergfried, dessen Spitze gegen die südlich gelegene und am bei Angriffen gefährdetste Flanke, den noch höher aufsteigenden Bergsporn, gerichtet ist. Der Bergfried kann heute als Aussichtsturm bestiegen werden. In den umfangreichen Ruinen der bewirtschafteten Burg befindet sich eine Gaststätte mit Biergarten. Die Burg kann von April bis Anfang November täglich von 09:00 bis 18:00 Uhr besichtigt werden.